# Iglesia de San Francisco (Valparaíso)
La Iglesia de San Francisco es un templo religioso de culto católico ubicado en el cerro Barón de la ciudad de Valparaíso, Chile. Esta iglesia sirvió como faro a los navegantes que llegaban al puerto hasta comienzos del siglo XX, siendo el primer punto reconocible de la ciudad,[cita requerida] y el motivo por el cual a Valparaíso también se le denomina «Pancho», apodo de los Franciscos. Fue declarado Monumento Nacional en 1983.
Ha sido afectado por incendios en 1983, 2010, y 2013. En 2024 pudo ser reinaugurado, tras un extenso proceso de restauración, habilitándose también espacios comunitarios.

## Historia
Los franciscanos construyeron un hospicio en la Quebrada de San Antonio de Puerto Claro, la actual Plazuela San Francisco en el Barrio Puerto de Valparaíso. Allí levantaron una iglesia, tres claustros, una escuela y una casa de ejercicios. 
Doña Pastora donó un amplio terreno en el Cerro Barón a los franciscanos y con la venta del hospicio del Barrio Puerto a los agustinos, pudieron financiar la construcción del nuevo edificio. Fue construida desde el año 1845, finalizando los trabajos en el año 1846. En 1851 se habilita la iglesia y en 1852 la casa de ejercicios. En 1863 se termina el primer claustro del convento. 
Fue remodelada en el año 1890, bajo obras del arquitecto Eduardo Provasoli, bajo la vigilia de Sétimio Gambetti, guardián de la orden, en donde se construyeron la torre de ladrillos y el cuerpo de la fachada actual. 
En 1937, cedió la casa de ejercicios a la Escuela de Música, posterior Instituto de Matemáticas de la Pontificia Universidad Católica de Valparaíso. En 1940 se vendió el huerto. En 1941, el segundo claustro se convirtió en la Escuela Fray Luis Beltrán.
Sufrió un incendio el 4 de febrero de 1983, por lo que debió ser reconstruida. El 2 de septiembre de 2010 sufrió un segundo incendio que afectó la entrada de la iglesia, la capilla, la sacristía, la sala de confesiones y el convento.
En medio de las obras para recuperar el edificio, el 2 de agosto de 2013 sufrió un nuevo y tercer incendio, que se originó en el vecino Instituto de Matemáticas. La iglesia sufrió numerosos daños en su estructura, y su proyecto de reconstrucción se vio truncado.
Sin embargo, en 2022 el Gobierno Regional de Valparaíso impulsó un nuevo proceso de restauración, financiado conjuntamente con el Ministerio de Obras Públicas. La inversión costó 8.400 millones de pesos, e incluyó la restauración de la iglesia y la habilitación de espacios comunitarios. Los trabajos concluyeron exitosamente en 2024, con la reapertura del templo.La reinauguración contó con la asistencia de la entonces ministra del Interior, Carolina Tohá, el gobernador Rodrigo Mundaca, y el alcalde Jorge Sharp.